# Habichtswälder Bergland
Das Habichtswälder Bergland, meist nur Habichtswald genannt, ist ein 209 km² großes und im Hohen Habichtswald am Hohen Gras bis 614,8 m ü. NHN hohes und besonders in den Hochlagen seiner Höhenzüge bewaldetes Mittelgebirge in Nordhessen. Es liegt größtenteils im Landkreis Kassel, greift jedoch im Osten auch auf die Stadt Kassel und im Süden auf den Schwalm-Eder-Kreis über.
Das Bergland stellt naturräumlich im Westhessischen Berg- und Senkenland (Haupteinheitengruppe 34) die Haupteinheit 342 dar und teilt sich in mehrere ineinander übergehende Höhenzüge auf, die sich nördlich bis fast zur Diemel, nach Süden dicht an den Oberlauf des Eder-Zuflusses Ems und nach Westen an den Twiste-Zufluss Erpe ziehen. Seine Ausdehnung in Nordnordwest-Südsüdost-Richtung beträgt gut 25 km bei einer Breite von etwa 10 km.

## Lage und Grenzen
Das Habichtswälder Bergland liegt überwiegend im Naturpark Habichtswald.
Den Osten des Berglands nimmt das zusammenhängende Waldgebiet des Mittelgebirgszugs Hoher Habichtswald ein, das bis in die bebauten Bereiche des Kasseler Stadtgebiets reicht und zugleich den höchsten Berglandteil (max. 614,8 m) darstellt. Dieser Gebirgsteil ist nach Norden durch den Naturraum Dörnbergpass vom Massiv des Hohen Dörnbergs mit den sich nördlich anschließenden Schreckenbergen (beide im Naturraum Dörnberg und Schreckenberge) getrennt, die etwa in Richtung Nordwesten in den Malsburger Wald als nördlichsten Teil der Landschaft übergehen.
Südlich des Hohen Habichtswaldes liegt die Hoofer Pforte, die zu den wiederum südlich davon und zugleich im Süden des Berglandes gelegenen Langenbergen überleitet. Von der Pforte zieht sich die Habichtswälder Senke mit der Warme in Richtung Nordnordwesten und trennt die westlich davon gelegenen Hinterhabichtswälder Kuppen von den östlichen Höhenzügen Hoher Habichtswald und Dörnberg und Schreckenberge.

## Naturräumliche Gliederung
Für das Habichtswälder Bergland sind im Umweltatlas Hessen diese Naturräume unterteilt – mit Fläche in Quadratkilometern (km²) und Maximalhöhe in Meter (m) über Normalhöhennull (NHN):
- 342 Habichtswälder Bergland
  - 342.0 Habichtswald (mit Langenberg)
    - 342.00 Hoher Habichtswald (38,21 km², 614,8 m)
    - 342.01 Hoofer Pforte (15,62 km², 499,9 m)
    - 342.02 Langenberg (22,35 km², 556,7 m)

  - 342.1 Habichtswälder Senke
    - 342.10 Breitenbacher Mulde (11,00 km²)
    - 342.11 Zierenberger Grund (29,48 km²)

  - 342.2 Hinterhabichtswälder Kuppen (34,26 km², 600,7 m)
  - 342.3 Dörnberg und Schreckenberge (14,14 km², 578,7 m)
    - 342.30 Dörnbergpaß (4,75 km²)

  - 342.4 Malsburger Wald (39,06 km², 448,9 m)

## Berge

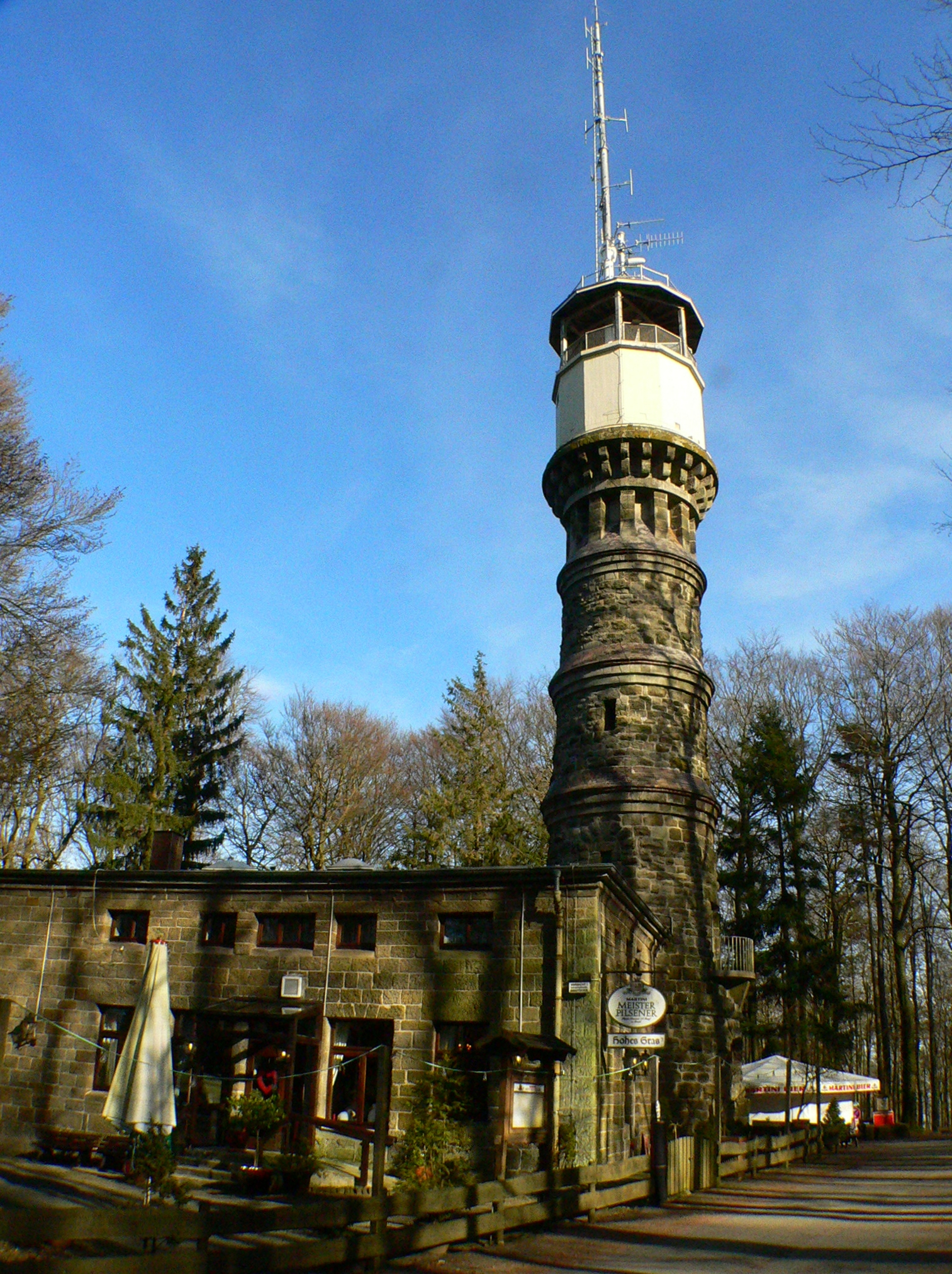
Aussichtsturm mit Berggaststätte auf dem Hohen Gras

→ siehe auch: Liste von Bergen und Erhebungen des Naturparks Habichtswald
Zu den Bergen und Erhebungen sowie deren Ausläufern im Habichtswälder Bergland gehören − unter anderem mit Höhe in Meter (m) über Normalhöhennull (NHN) und Naturräumen:
- Hohes Gras (614,8 m, Hoher Habichtswald) – mit Aussichtsturm und Berggaststätte Hohes Gras und kleinem Wintersportgebiet; Fulda-Diemel-Wasserscheide
- Großer Bärenberg (600,7 m, Hinterhabichtswälder Kuppen) – Norden der Kuppen; mit Aussichtsturm Bärenbergturm
- Essigberg (ca. 597,5 m, Hoher Habichtswald) – mit dem Fernmeldeturm Habichtswald und Trimm-dich-Pfad; Fulda-Diemel-Wasserscheide
- Hoher Dörnberg (578,7 m, Dörnberg und Schreckenberge) – mit großem Ringwall; kaum bewaldet; gute Aussichtsmöglichkeit; Fulda-Diemel-Wasserscheide
- Ahrensberg (ca. 570 m, Hoher Habichtswald) – mit Baunaquelle
- Großer Gudenberg (568,7 m, Hinterhabichtswälder Kuppen) – äußerster Norden der Kuppen; mit Burgruine Großer Gudenberg
- Schwengeberg (556,7 m, Langenberg) – Zentrum der Langenberge; Eder-Bauna-Wasserscheide
- Ziegenkopf (564,7 m, Hoher Habichtswald) – mit Quelle der Drusel; einstiger Standort einer Skisprungschanze
- Kaulenberg (ca. 545 m, Hoher Habichtswald) – mit Ursprung der „Kleinen Bauna“
- Elfbuchen (ca. 535 m, Hoher Habichtswald) – mit von Bäumen überragtem (gesperrtem) Aussichtsturm Elfbuchenturm
- Laufskopf (534,8 m, Langenberge) – Zentrum der Langenberge; Eder-Bauna-Wasserscheide
- Karlsberg (526,2 m, Hoher Habichtswald) – Standort des Herkules auf etwa 515 m Höhe
- Wattenberg (516,2 m, Hinterhabichtswälder Kuppen) – Mitte der Kuppen; Eder-Diemel-Wasserscheide
- Burgberg (Schauenburg) (499,9 m, Hoofer Pforte) – Nordausläufer der Langenberge in die Pforte; Eder-Bauna-Wasserscheide; mit Resten der Ruine Schauenburg
- Lindenberg (485,9 m, Hoofer Pforte) – äußerster Nordausläufer der Langenberge in die Pforte; Eder-Diemel-Wasserscheide
- Burghasunger Berg (479,7 m, Hinterhabichtswälder Kuppen) Mitte der Kuppen – Ort des ehemaligen (Kloster Hasungen)
- Niedensteiner Kopf (475 m, Langenberge) – Westen der Langenberge; mit Aussichtsturm Hessenturm
- Bensberg (464,8 m, Langenberge) – Zentrum der Langenberge; Eder-Bauna-Wasserscheide
- Großer Schreckenberg (460 m, Dörnberg und Schreckenberge) – mit Aussichtsturm Schreckenbergturm
- Junkerkopf (466 m, Hoher Habichtswald) – mit Resten der Burgruine Igelsburg und nahem Silbersee
- Bilstein (ca. 460 m, Langenberg) – Süden der Langenberge; mit Ringwall
- Escheberg (448,9 m, Malsburger Wald)
- Emser Berg (446,5 m, Hinterhabichtswälder Kuppen) – äußerster Süden der Kuppen
- Burgberg (Baunatal) (439,6 m, Langenberge) – Osten der Langenberge; mit Ringwall
- Brasselsberg (434,2 m, Hoher Habichtswald) – mit Aussichtsturm Kasseler Bismarckturm
- Hangarstein (418,5 m, Dörnberg und Schreckenberge) – mit Hangarsteinsee
- Baunsberg (413,4 m, Hoher Habichtswald) – Hausberg von Baunatal; mit Ringwall
- Malsberg (405,6 m, Malsburger Wald) – mit Burgruine Malsburg

## Gewässer

### Flusssysteme
Das Habichtswälder Bergland wird von der Wasserscheide zwischen Fulda und Diemel, die von Westen kommend über die Gipfel von Wattenberg, Lindenberg, Hohem Gras und Hohen Dörnberg den Naturraum in nordöstliche Richtungen verlässt, in zwei etwa gleich große Hälften geteilt.
Die zur Diemel entwässernde Nordhälfte wiederum wird durch die nach Norden längs der Habichtswälder Senke abfließende Warme in zwei Hälften geteilt. Die Warme entwässert die Nordhälfte des Berglands auch nahezu vollständig – lediglich in deren Westen trägt die Erpe einiges Wasser zur Twiste und der kleine Calenberger Bach einiges direkt zur Diemel.
Der Westen der Südhälfte des Berglands entwässert über die Ems nach Südosten, in seinem Westen auch über Zuflüsse der Elbe nach Süden und in seinem Südosten über den Pilgerbach nach Osten jeweils zur Eder hin. Demgegenüber fließen die Bäche im Osten der Landschaft, allen voran Bauna, Drusel und Ahne, direkt nach Osten zur Fulda.

### Gliederung des Berglands durch Flusstäler und A 44
Die Flusstäler von Warme, Bauna und Ems spielen in der Gliederung des Habichtswälder Berglands eine besondere Rolle. Während die den Oberlauf der Warme begleitende Habichtswälder Senke die westlich von ihr gelegenen Hinterhabichtswälder Kuppen von Hohem Habichtswald und dem sich nördlich anschließenden Naturraum Dörnberg und Schreckenberge trennt, separiert die den Oberlauf der Bauna begleitende Hoofer Pforte den Hohen Habichtswald von den südlicher gelegenen Langenbergen. Die Ems wiederum durchläuft im Quellverlauf die Breitenbacher Mulde, wie der Süden der Habichtswälder Senke auch genannt wird. Ihr Zufluss Wiehoff bildet im Quellverlauf die Grenze zwischen den Langenbergen und Hinterhabichtswälder Kuppen.
Die Bundesautobahn 44 folgt von Kassel aus der Bauna flussaufwärts in Richtung Nordwesten in die Hoofer Pforte und überquert die Fulda-Diemel-Wasserscheide im Nordosten der Breitenbacher Mulde, um westlich parallel der Warme flussabwärts nach Norden durch den Zierenberger Grund, den Norden der Habichtswälder Senke, zu folgen. An der nördlichen Nahtstelle zum Malsburger Wald schwenkt sie schließlich nach Westen, um, außerhalb des Habichtswalds, künftig mehr oder weniger der Erpe bzw. der Twiste in Richtung Nordwesten zu folgen. Dadurch bildet die Autobahn eine ziemlich exakte Trennlinie zwischen einer Südwesthälfte des Berglands mit Hinterhabichtswälder Kuppen, Langenbergen und den Talsenken Breitenbacher Mulde und Hoofer Pforte einerseits und der Nordosthälfte mit Hohem Habichtswald, Dörnberg und Schreckenbergen, Malsburger Wald und der Talsenke Zierenberger Grund.

### Fließgewässer
Im Folgenden sind – nach Größe oder Bedeutung als naturräumlicher Grenzfluss – Fließgewässer des Habichtswälder Berglands und der direkt angrenzenden Höhenzüge, im Uhrzeigersinn geordnet, beginnend an der Westseite der Fulda-Diemel-Wasserscheide, aufgeführt.
Zur besseren Übersicht bzw. zur Sortierung flussabwärts sind, je nach Flusssystem, in die DGKZ-Ziffern nach den Ziffern des jeweiligen Hauptflusses Bindestriche eingefügt. Kursiv geschriebene Flüsse entspringen knapp außerhalb, an der äußeren Abdachung des Berglands.
| Name                       | Haupt- fluss         | Länge [km] | Einzugs- gebiet [km²] | Abfluss (MQ) [l/s] | Quellgebiet                 | Natur- raum | DGKZ     |
| -------------------------- | -------------------- | ---------- | --------------------- | ------------------ | --------------------------- | ----------- | -------- |
| Erpe                       | Twiste (r)           | 26,0       | 153,7                 | 877                | Hinterhabichtswälder Kuppen | 342.2       | 444-8    |
| Dase                       | Erpe (r)             | 10,0       | 31,5                  | 207                | Hinterhabichtswälder Kuppen | 342.2       | 4448-6   |
| Bach vom Schlüsselgrund    | Calenberger Bach (l) | 8,5        | 15,4                  | 118                | Malsburger Wald             | 342.4       | 4452-2   |
| Calenberger Bach           | Diemel (r)           | 9,0        | 34,0                  | 251                | Malsburger Wald             | 342.4       | 44-52    |
| Ruhrbach                   | Warme (l)            | 6,2        | 12,6                  | 99                 | Malsburger Wald             | 342.4       | 446-6    |
| Warme                      | Diemel (r)           | 33,1       | 157,3                 | 1321               | Hinterhabichtswälder Kuppen | 342.2       | 44-6     |
| Lubach (Oberlauf: Laubach) | Warme (r)            | 5,0        | 8,8                   | 103                | Hoher Habichtswald          | 342.00      | 446-2    |
| Nebelbeeke                 | Warme (r)            | 10,9       | 34,1                  | 274                | Dörnberg und Schreckenberge | 342.3       | 446-4    |
| Dorfbach                   | Ahne (l)             | 4,9        | 8,5                   | 59                 | Dörnberg und Schreckenberge | 342.3       | 42958-2  |
| Ahne*                      | Fulda (l)            | 21,5       | 41,3                  | 296                | Hoher Habichtswald          | 342.00      | 42-958   |
| Geilebach (Geile)*         | Ahne (r)             | 8,6        |                       |                    | Hoher Habichtswald          | 342.00      | 42958-?  |
| Drusel*                    | Fulda (l)            | 11,4       | 11,0                  | 96                 | Hoher Habichtswald          | 342.00      | 42-952   |
| Grunnelbach                | Fulda (l)            | 9,1        | 24,1                  | 150                | Hoher Habichtswald          | 342.00      | 42-94    |
| Bauna                      | Fulda (l)            | 17,2       | 47,4                  | 334                | Hoher Habichtswald          | 342.00      | 42-92    |
| Lützel                     | Bauna (r)            | 5,1        | 7,795                 | 53                 | Langenberg                  | 342.02      | 4292-4   |
| Leisel                     | Bauna (r)            | 6,2        | 9,744                 | 59                 | Langenberge                 | 342.02      | 4292-6   |
| Pilgerbach                 | Eder (l)             | 8,8        | 25,6                  | 102                | Langenberge                 | 342.02      | 428-98   |
| Goldbach                   | Ems (l)              | 7,0        | 15,2                  | 62                 | Langenberge                 | 342.02      | 42892-96 |
| Matzoff                    | Ems (l)              | 7,1        | 14,0                  | 77                 | Langenberge                 | 342.02      | 42892-4  |
| Wiehoff                    | Ems (l)              | 8,8        | 15,3                  | 117                | Langenberge                 | 342.02      | 42892-2  |
| Ems                        | Eder (l)             | 34,1       | 146,2                 | 753                | Hinterhabichtswälder Kuppen | 342.2       | 428-92   |
| Fischbach                  | Ems (r)              | 3,9        | 6,3                   | 41                 | Hinterhabichtswälder Kuppen | 342.2       | 42892-14 |
| Spolebach                  | Elbe (l)             | 12,1       | 25,9                  | 199                | Hinterhabichtswälder Kuppen | 342.2       | 4286-4   |

(*: Die Einzugsgebiete der Unterläufe von Ahne und Drusel sowie das komplette des Geilebachs sind der Fulda zugeordnet. Daher sind die Einzugsgebiete und Abflüsse der Bäche in Wahrheit größer als hier angegeben.)

### Stillgewässer
Zu den Stillgewässern im Habichtswälder Bergland und seinen Ausläufern gehören:
- Asch; im Bergpark Wilhelmshöhe, Hoher Habichtswald
- Blauer See; in Kassel, Hoher Habichtswald
- Bühl; bei Ahnatal-Weimar
- Erlenloch; in Kassel, Hoher Habichtswald
- Fontaineteich; im Bergpark Wilhelmshöhe, Hoher Habichtswald
- Hangarsteinsee; bei Calden-Fürstenwald
- Höllchen; bei Dörnberg, Hoher Habichtswald
- Lac (Schlossteich); im Bergpark Wilhelmshöhe, Hoher Habichtswald
- Sichelbachbecken; Hochlage des Hohen Habichtswaldes
- Silbersee; bei Dörnberg, Hoher Habichtswald

## Wandern
Zu den Wanderwegen im Habichtswälder Bergland gehören: Baunapfad, Bonifatiusweg, Ederseeweg, Fulda-Diemel-Weg, Habichtswaldsteig, Herkulesweg, Kassel-Steig, Löwenweg, Märchenlandweg und Studentenpfad und zu den Radwanderwegen der Hessencourrier-Radweg.

## Allgemeine Quellen
- „Geologische Übersichtskarte von Hessen“. Geschichtlicher Atlas von Hessen.  In: Landesgeschichtliches Informationssystem Hessen (LAGIS).
- Landschaftssteckbrief Habichtswald des Bundesamtes für Naturschutz (Hinweise)